# Landgericht Thiersheim
Das Landgericht Thiersheim war ein von 1859 bis 1879 bestehendes bayerisches Landgericht älterer Ordnung mit Sitz in Thiersheim im heutigen Landkreis Wunsiedel im Fichtelgebirge. 

## Geschichte
Das Landgericht wurde erst 1859 aus zwölf Gemeinden des Landgerichts Wunsiedel und vier Gemeinden des Landgerichts Selb neu gebildet. 1862 wurde die Verwaltung vom neu geschaffenen Bezirksamt Wunsiedel übernommen, so dass das Landgericht nur noch für die Gerichtsbarkeit zuständig war. 1879 trat an die Stelle des Landgerichts das Amtsgericht Thiersheim.